# Sierra de Neiba
La Sierra de Neiba è un massiccio montuoso situato nella parte occidentale della Repubblica Dominicana, presso la frontiera con Haiti, nella quale si prolunga assumendo il nome di Chaîne du Trou d'Eau.
Essa è situata tra la Cordillera Central a nord e la Sierra de Baoruco a sud.